# Dirphia acidalia
Dirphia acidalia är en fjärilsart som beskrevs av Jacob Hübner 1816. Dirphia acidalia ingår i släktet Dirphia och familjen påfågelsspinnare. Inga underarter finns listade i Catalogue of Life.